# Mary Hamilton Swindler

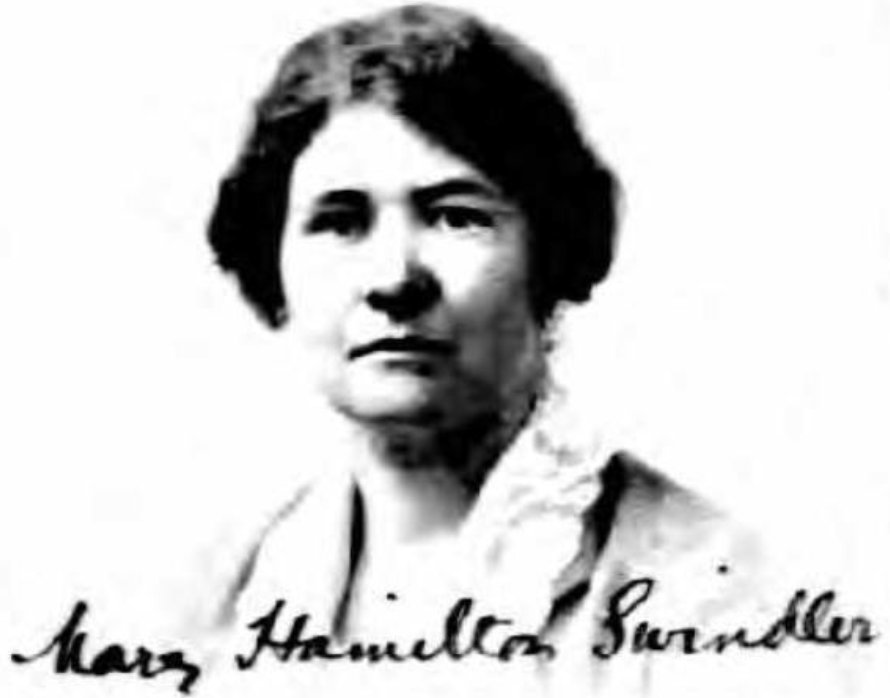
Passfoto (1924)

Mary Hamilton „Mayme“ Swindler  (* 2. Januar 1884 in Bloomington, Indiana; † 16. Januar 1967 in Haverford, Pennsylvania) war eine US-amerikanische Archäologin und Expertin für Kunst des Altertums. Sie war Kunsthistorikerin am Bryn Mawr College und Professorin für Archäologie  an mehreren Universitäten in den Vereinigten Staaten.

## Leben
Swindler wurde 1884 als zweite Tochter des Bäckers und Restaurantinhabers Harrison T. und der Ida Hamilton Swindler geboren. Nach dem Schulbesuch in Bloomington und der High School besuchte sie die Indiana University, wo sie 1905 einen Bachelor- und 1906 einen Master-Abschluss erlangte. Sie spezialisierte sich auf Griechisch, Latein und Archäologie.
Das Bryn Mawr College gewährte Swindler 1906/07 ein Stipendienaufenthalt in Griechenland. 1909/120 erhielt sie das Mary E. Garrett European Fellowship, um an der Universität Berlin und der American School of Classical Studies at Athens studieren zu können. Anschließend promovierte sie bis 1912 am Bryn Mawr College und arbeitete dort anschließend als wissenschaftliche Mitarbeiterin. Swindler arbeitete hier mit ihrer ehemaligen Studentin Dorothy Burr Thompson an Vasen in der Abteilung für die Mittelmeerregion des Bryn Mawr College Museums.
1931 erhielt Swindler einen Ruf auf den Lehrstuhl für Klassische Archäologie. Für das American Journal of Archaeology war sie von 1932 bis 1946 die erste Frau auf der Position des Herausgebers. Sie gründete nach einer archäologischen Expedition nach Tarsus in den Jahren 1934 bis 1938 das „Ella Riegel Memorial Museum for Archaeology“ am Bryn Mawr College.
In den späten 1940er- und den frühen 1950er-Jahren war sie zu Ausgrabungen in Griechenland, Ägypten und der Türkei. Trotz ihrer Pensionierung im Jahr 1949 war sie weiter an Arbeiten an archäologischen Fundplätzen beteiligt. So arbeitete sie 1951 in Gordion. Swindler galt als Expertin auf dem Gebiet der griechischen Malerei. Sie beriet das  Archaeological Institute of America, die American School of Classical Studies in Athen, die American Association of University Women und die Encyclopedia Britannica.
Swindler war nach ihrer Emeritierung am Bryn Mawr College 1949/50 Professorin für Archäologie an der University of Pennsylvania und dann bis 1953 an der University of Michigan.
Swindler starb 1967 an einer Lungenentzündung.

## Auszeichnungen und Ehrungen
Swindler erhielt viele Auszeichnungen und Preise, darunter:
- 1941: Ehrendoktorwürde der Indiana University[1][5][9]
- 1951: Preis der American Association of University Women[4][6]
- 1959: Sonderpreis der American Council of Learned Societies[4][6]

## Mitgliedschaften
- Mitglied der Royal Society of Arts, London
- Mitglied des Deutschen Archäologischen Instituts
- Mitglied der American Philosophical Society[10]

## Schriften (Auswahl)
- Another Vase by the Master of the Penthesilea Cylix. 1909
- Cretan Elements in the Cults and Ritual of Apollo. Zugleich Dissertation, The Lord Baltimore Press, Baltimore 1913
- The Bryn Mawr Collection of Greek Vases. 1916
- Ancient Painting. Yale University Press, New Haven, 1929